# Sabacon makinoi
Espèce
Synonymes
- Sabacon habei Suzuki, 1965

Sabacon makinoi est une espèce d'opilions dyspnois de la famille des Sabaconidae.

## Distribution
Cette espèce se rencontre au Japon, en Corée du Sud et en Russie aux îles Kouriles.

## Description
Le mâle holotype mesure 2,2 mm.
Les mâles mesurent de 2,2 à 2,3 mm et les femelles de 2,6 à 3,2 mm.

## Liste des sous-espèces
Selon World Catalogue of Opiliones (13/05/2023) :
- Sabacon makinoi makinoi Suzuki, 1949
- Sabacon makinoi sugimotoi Suzuki & Tsurusaki, 1983

## Systématique et taxinomie
Cette espèce a été décrite par Suzuki en 1949.
Sabacon habei a été placé en synonymie par Suzuki en 1974.

## Étymologie
Cette espèce est nommée en l'honneur de Sajiro Makino.
La sous-espèce est nommée en l'honneur de Masayuri Sugimoto.

## Publications originales
- Suzuki, 1949 : « Studies on the Japanese harvesters. II. Harvesters from Hokkaido, with special reference to variation. » Journal of Science of the Hiroshima University, vol. 11, p. 13–28.
- Suzuki & Tsurusaki, 1983 : « The opilionid fauna of Hokkaido and its adjacent areas. » Journal of the Faculty of Science Hokkaido University, sér. 6, vol. 23, p. 195–243.